# Estrela supergigante

O diagrama de Hertzsprung-Russell mostra o relacionamento entre magnitude absoluta, luminosidade, classificação, e temperatura efetiva das estrelas.

Estrelas supergigantes estão entre as estrelas mais maciças. No diagrama de Hertzsprung-Russell elas ocupam a parte superior do diagrama. Na classificação espectral de Yerkes, as supergigantes estão na classe Ia (supergigantes mais luminosas) ou Ib (supergigantes menos luminosas). Tipicamente, possuem magnitudes bolométricas (absolutas) entre -5 e -12. As mais luminosas das supergigantes são freqüentemente classificadas como hipergigantes de classe 0.
Supergigantes podem ter massas de 8 a 70 massas solares e brilho de 30.000 a centenas de milhares de vezes a luminosidade do Sol. Variam grandemente em raio, geralmente entre 30 e 500, ou mesmo em mais de 1000 raios solares. A lei de Stefan-Boltzmann estabelece que as superfícies relativamente frias das supergigantes vermelhas irradiam muito menos energia por unidade de área do que aquelas das supergigantes azuis; assim, para uma dada luminosidade, supergigantes vermelhas são maiores do que suas contrapartidas azuis.
Por causa de suas massas excessivas, elas têm um curto (em termos estelares) ciclo de vida, de somente 10 a 50 milhões de anos, e são observadas principalmente em estruturas cósmicas jovens tais como aglomerados abertos, os braços de galáxias espirais e em galáxias irregulares. Elas são menos abundantes no núcleo de galáxias espirais, e raramente são observadas em galáxias elípticas ou aglomerados globulares, a maioria dos quais supõe-se ser constituídos de estrelas velhas.
Supergigantes ocorrem em todas as classes espectrais, de jovens supergigantes azuis classe O até velhas supergigantes vermelhas classe M. Rigel, a estrela mais brilhante da constelação de Órion é uma típica supergigante branco-azulada; por outro lado, Betelgeuse e Antares são supergigantes vermelhas.
A modelagem das supergigantes é ainda uma área de pesquisa ativa e é dificultada por questões tais como a perda de massa estelar. Em vez de fazer a modelagem de estrelas individuais, a tendência mais recente tem sido modelar aglomerados de estrelas e então comparar a distribuição dos modelos resultantes com a distribuição observada das supergigantes em galáxias como as Nuvens de Magalhães.
Estima-se que as primeiras estrelas no universo eram consideravelmente mais brilhantes e maciças do que as estrelas do universo moderno. Estas estrelas eram parte de uma hipotética população III de estrelas. Sua existência é necessária para explicar observações de elementos além de hidrogênio e hélio em quasares.
Imagina-se que as antecedentes da maioria das supernovas do tipo II sejam supergigantes vermelhas. Todavia, a antecedente da supernova 1987A foi uma supergigante azul. Acredita-se que tenha sido uma supergigante vermelha antes de perder suas camadas exteriores devido ao forte vento estelar.
Hoje em dia, as maiores estrelas conhecidas em termos de tamanho físico, não massa, brilho ou luminosidade, são as supergigantes: UY Scuti (a maior estrela descoberta atualmente), NML Cygni, VY Canis Majoris, VV Cephei, V354 Cephei, KW Sagitarii, KY Cygni e μ Cephei (a Estrela de Garnet).